# Мукхопадхьяй, Сандхья
Сандхия Мукхопадхьяй (бенг. সন্ধ্যা মুখোপাধ্যায়; 4 октября 1931, Дхакурия, Калькутта, Индия — 15 февраля 2022, Калькутта) — индийская певица
, записывавшая песни для фильмов на хинди и бенгальском языке. Лауреат Национальной кинопремии за лучший женский закадровый вокал.

## Биография
Сандхья родилась 4 октября 1931 года в одном из пригородов Калькутты в семье работника железной дороги Нарендранатха Мукхопадхьяй и его жены Хемпровы Деви. Она была младшим ребенком своих родителей, у которых было ещё три сына и две дочери. Младший из её братьев и вторая сестра умерли в детстве. Первые уроки музыки певица брала у своих родителей. Затем старший брат Сандхьи, Рабиндранат, уже изучавший музыку, познакомил её с её первым учителем, Джамини Гангопадхья. Позднее её «гуру» стал Баде Гулам Али Хан, а после его кончины — его сын Мунавар Али Хан.
В 1946 году она заняла первое место в конкурсе бхаджанов и на экзамене Гиташри, который судили наиболее видные музыкальные деятели того времени, а также Рабиндранат Тагор. На тот момент она уже год как записала свою первую пластинку. Годом позже она начала карьеру закадровой исполнительницы, записывая песни для фильмов на хинди и бенгальском языке, снимавшихся в Калькутте. Она спела две песни: «Woh prem rang mein ranggaye» и «Kitni Door tora dwar ram mere» для фильма Shabri (1947), а затем для Anjangarh и Samapika (оба 1948). В том же году вышел альбом HS Rawail Jhoothi Kasmein (1948) с четырьмя песнями Сандхьи: «Saiyan jhoola jhulan ko aye», «Dhokhe mein na aa pyare», «Sawan ke din aaye» и «Tuney tinke samajh kar».
В 17-18 лет она переболела паротитом и даже после длительного лечения ей не удалось полностью восстановить слух на правом ухе. Однако это не помешало её карьере певицы. В 1950 году она приехала в Бомбей по приглашению композитора Сачина Дева Бурмана. Её первой работой в Бомбее стал дуэт «Bol Papihe Bol» с Латой Мангешкар на музыку Анила Бисваса для фильма Tarana (1951). Позже она записала песню «Aa Gupchup Gupchup Pyar Karen» в дуэте с Хемантом Мукерджи для фильма Sazaa (1951). В 1952 году Сандхья вернулась в Калькутту, но её песни появлялись в фильмах на хинди в 1954 году (Manohar) и 1956 году («Бодрствуйте!»). Ещё одна песня «Beet jaayegi umariya» была частью, вышедшего в 1973 году, Chimni ka Dhuan, который, вероятно, был сильно отложенным релизом 1950-х годов.
С середины 1950-х годов она была первой певицей в бенгальских фильмах и «голосом» Сучитры Сен, а её самые значимые дуэты были исполнены в паре с Хемантом Мукерджи, который был экранным голосом Уттама Кумара. Её феноменальный взлет начался с Agni Pariksha (1954), для которого она записала четыре песни, в том числе «Ganey mor kon Indradhanu». Песни «Ghum Ghum Chand» из «Прежде всего» (1955) и «E Shudhu Gaaner Din» из «Препятствие в пути» (1957) пользовались популярностью даже спустя 60 лет. В 1960-е годы ей пришлось уступить место в кино молодым дарованиям. Тем не менее на протяжении 1960-х и 1970-х годов Сандхья была востребованным артистом в кругах классической музыки. В 1966 году она вышла замуж за поэта-песенника Шьямола Гупту.
Во время войны за независимость Бангладеш она присоединилась к массовому движению индийских бенгальских артистов, чтобы собрать средства для миллионов беженцев, которые хлынули в Калькутту и Западную Бенгалию, спасаясь от боевых действий, и привлечь внимание всего мира к делу Бангладеш. Сандхья также помогала бангладешскому музыканту Самару Дасу в создании подпольной радиостанции Swadhin Bangla Betar Kendra. После освобождения Муджибура Рахмана она выпустила песню «Bangabandhu Tumi Phirey Ele» (досл.: «Бангабандху вернулся к своей мечте»).
В 1980-х и 1990-х её песни редко становились хитами. Из-за закрытости и решения уклоняться от интервью она оказалась почти забыта, однако в 2000 году снова привлекла к себе внимание, исполнив песню «Ashchhe Shatabdite» (досл.: «В следующем веке»), написанную Кабиром Суманом.
В 1971 году Сандхья была отмечена Национальной кинопремией за исполнение песен в фильмах Nishi Padma и Jay Jayanti. В 2011 году её наградили Банга Бибхушан, высшей наградой штата Западная Бенгалия. В 2022 году певице собирались вручить Падма Шри, четвёртый по значимости гражданский орден Индии, но Садхья отказалась его принять, сказав что получать награду так поздно слишком унизительно.
В январе 2022 года Сандхья была госпитализирована с признаками инфекции легких и одышкой. Три дня спустя у неё был выявлен положительный результат на COVID-19. 15 февраля того же года она скончалась в больнице Калькутты после сердечного приступа.